# Тюленев, Фёдор Васильевич
Фёдор Васильевич Тюленев (25.02.1918 — 26.10.1997) — штурман 225-го штурмового авиационного полка 226-й штурмовой авиационной дивизии 8-й воздушной армии Южного фронта, капитан. Герой Советского Союза.

## Биография
Родился 25 февраля 1918 года в селе Усманка ныне Борского района Самарской области в крестьянской семье. Окончил 1 курс горного техникума в городе Кизел Пермского края.
В Красной Армии с 1936 года. В 1940 году окончил Чкаловское военное авиационное училище лётчиков. Член ВКП(б)/КПСС с 1939 года.
На фронтах Великой Отечественной войны с июня 1941 года. Первый боевой вылет на штурмовку вражеских войск и боевой техники совершил с аэродрома, расположенного в районе города Староконстантинова Хмельницкой области Украины.
Штурман 226-го штурмового авиационного полка капитан Фёдор Тюленев к февралю 1943 года совершил 120 успешных боевых вылетов на штурмовку скоплений войск противника.
Указом Президиума Верховного Совета СССР от 1 мая 1943 года за образцовое выполнение боевых заданий командования на фронте борьбы с немецко-фашистскими захватчиками и проявленные при этом мужество и героизм капитану Тюленеву Фёдору Васильевичу присвоено звание Героя Советского Союза с вручением ордена Ленина и медали «Золотая Звезда».
После войны лётчик-штурмовик продолжал службу в ВВС СССР. В 1947 году он окончил Высшие лётно-тактические курсы усовершенствования офицерского состава, а в 1956 году — Военную академию Генерального штаба. Был заместителем командующего ВВС Сибирского военного округа. С 1968 года полковник Тюленев Ф. В. — в запасе, а затем в отставке.
С 1968 года жил в Новосибирске, с 1977 года — в Харькове. Скончался 26 октября 1997 года. Похоронен в родном селе.
Награждён орденом Ленина, пятью орденами Красного Знамени (5-й — 22.02.1955), орденами Богдана Хмельницкого 2-й степени, Александра Невского, двумя орденами Отечественной войны 1-й степени, орденом Красной Звезды, медалями.
4 мая 2001 года в Харькове состоялось официальное открытие мемориальной доски Героя Советского Союза Ф. В. Тюленева на доме № 40 по проспекту Гагарина, где он жил с 1977 год по 1997 год.